# Pourpris
Un pourpris (parfois rencontré sous la variante « pourprins » ou encore « porpris ») est une enceinte, un enclos et parfois une demeure, dans la France de l'Ancien Régime. La réalité désignée par le mot « pourpris » dépasse celle d'un simple jardin en ce qu'elle recouvre les différents éléments d'un domaine physiquement bien délimité et fermé (mur, fossé, etc.).

## Pourpris
Le mot « pourpris », à l'origine participe passé de l'ancien verbe « porprendre » « occuper, investir », est désormais inusité. On ne le rencontre plus que dans les actes anciens, les livres d'histoire et la littérature. On le trouve ainsi défini, en 1870, dans son emploi le plus fréquent : « Le presbitaire est situé dans un lieu advantageux, en un air excellent ; les vues sont belles et agréables ; il a un pourpris consistant en jardin au midi, verger à costé, grande pièce de terre au-dessous, autre jardin au bas près une bonne fontaine et un petit pré joignant la rivière. ».
Ce qui caractérise le pourpris, qui est une surface, un terrain (appartenant à un seigneur, un ordre religieux, ou une paroisse), est d'être précisément délimité et fermé par un mur (parfois une haie), éventuellement protégé par un fossé. Le colombier (privilège du seigneur) se dresse toujours dans le pourpris. Le pourpris comprend donc tout ce qui est à l'intérieur de l'enclos muré : château ou manoir, constructions diverses, terres. 
L'historien Marcel Lachiver indique en outre que le terme désigne « au XIIIe siècle, en région parisienne, la maison du paysan » : il s'agit donc de l'habitation du fermier du domaine, bâtie à proximité du logis seigneurial.
Le mot est parfois employé pour des propriétés  de ville plus modestes, comme en 1534, à Nantes.
D'usage assez fréquent sous la plume des écrivains de la Renaissance, Marot, Montaigne et Ronsard, il fut marginalement utilisé par La Fontaine, Voltaire et Hugo ; puis son emploi se limita au domaine notarié pour des actes de vente, de transmission d'héritage, etc.
Le mot « pourpris » apparaît encore aujourd'hui dans la toponymie, car il survit localement dans le nom de lieux-dits et de rues de différentes communes, à Beignon, Cahors, Saint-Malo, Saint-Mars-du-Désert...